# Začin
Pod začinima podrazumijevamo dijelove biljki koji se zbog svog sadržaja okusa ili mirisa koriste u pripravljanju svih vrsta hrane kao bi se tim svojstvima jelo "oplemenilo". U tom smislu, kuhinjska sol nije začin. 
Začini su u srednjevjekovnoj Europi ali još i početkom novog vijeka igrali jednako tako značajnu gospodarsku i političku ulogu kao danas nafta. Bili su iznimno značajni, ali ne samo kao začini, nego i kao sredstvo za konzerviranje, ali i kao podloga za lijekove.
Trgovina začinima, a naročito onim iz Azije, je bila vrlo unosan posao. Tom trgovinom su se obogatile prvo arapske države i talijanski gradovi-države, a zatim i kolonijalne sile koje su svoj monopolistički položaj povremeno branile i oružjem. Europska ekspanzija je počela u 14. stoljeću otvaranjem puta začina, morskog puta do Istočnih Indija (u to vrijeme uobičajeni naziv za Malajski i Indokineski poluotok). Već u 12. stoljeću su neki liječnici pridavali začinima određena ljekovita svojstva. Danas je najskuplji začin šafran, a slijede ga vanilija i kardamom.